# Experimento de Cavendish

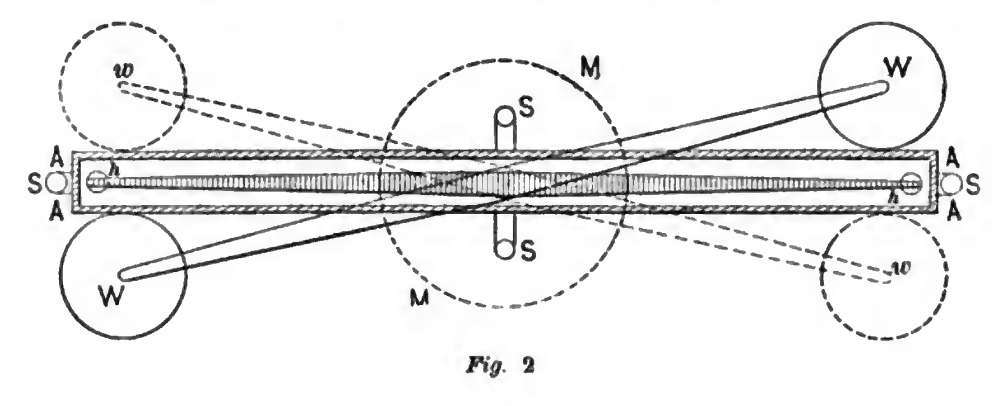
Diagrama do pêndulo utilizado no experimento que gerou a primeira medição acurada da força da gravidade. O pêndulo consiste de duas esferas de chumbo, penduradas em um bastão de madeira de 183 cm (6 pés), que está apoiado no centro por uma linha de torção. O bastão é protegido das correntes de ar dentro de uma caixa de madeira (A, A, A, A). As duas massas (W, W), presas a uma suspensão separada, atraem as duas esferas de chumbo, fazendo o bastão de madeira rotacionar lentamente.

O experimento de Cavendish, realizado originalmente entre 1797 e 1798 por Henry Cavendish, baseado no trabalho de seu amigo John Michell, teve como objetivo determinar o valor da densidade da Terra, usando medições da força de atração entre massas. Os resultados de seu experimento foram publicados na Philosophical Transactions of the Royal Society, em 1798.
O valor obtido por Cavendish para a densidade da Terra foi 5,448 ± 0,033 vezes a densidade da água (por um pequeno erro aritmético, encontrado por Francis Baily em 1821, o valor que aparece em seus escritos é 5,480 ± 0.038). O valor aceito para a densidade da Terra, hoje em dia, é 5,513 kg/m³.
Apesar do valor da constante gravitacional (G) ser desconhecido na época de Cavendish, seu experimento permitiu determinar o valor de G com uma diferença menor que 1% do valor aceito atualmente. Por isso, alguns físicos atribuem a Cavendish a primeira medição da constante gravitacional.
O experimento foi a primeira realizada em laboratório capaz de medir a força gravitacional entre massas. Também foi a primeira capaz de conseguir valores acurados para a constante gravitacional e para a massa da Terra. Porém, Cavendish tinha como objetivo determinar o valor da densidade da Terra, e foi esse valor que ele reportou como conclusão de seu experimento. 
O experimento foi projetado um pouco antes de 1783 por John Michell, que construiu uma balança de torção para isso. Porém, Michell morreu em 1793 sem completar seu trabalho. Após sua morte, o aparelho foi passado para Francis John Hyde Wollaston e, então, para Henry Cavendish que reconstruiu o aparelho mas o manteve próximo do plano original de Michell. Cavendish realizou várias medições com o equipamento e, em 1798, reportou seus resultados no periódico Philosophical Transactions da Royal Society.
É comum encontrar livros que, erroneamente, descrevem o trabalho de Cavendish como uma medição da constante gravitacional (G) ou da massa da Terra. Esse erro foi apontado por vários autores. Na realidade, o objetivo de Cavendish era medir a densidade da Terra. Mais tarde, outras pessoas usaram seus resultados para calcular G. A primeira vez que essa constante foi usada foi em 1873, quase 100 anos depois do experimento de Cavendish. Os resultados de Cavendish também possibilitaram calcular a massa da Terra e ajudaram a confirmar a teoria da gravitação universal.

## O experimento
O dispositivo construído por Cavendish era uma balança de torção feita de um bastão de madeira, com 6 pés (1,83 m) de comprimento, suspenso por um fio, e em cada extremidade foi colocada uma esfera de chumbo com um diâmetro de 2 polegadas (51 mm) e peso de 1,61 libras (0,73 kg). Próximo a cada esfera foram posicionadas duas bolas de chumbo de 12 polegadas (300 mm) e 348 libras (158 kg), a uma distância cerca de 9 polegadas (230 mm), prendidas no lugar com um sistema de suspensão independente. O experimento permitiu medir a fraca atração gravitacional entre as esferas pequenas e as maiores, o que acabou por defletir a balança de torção por 0,16 polegadas (4,064 milímetros), ou 0,03 polegadas (0,762 milímetros), quando se usava o fio suspensor.